# Альфред-Нзо
Районний округ Альфред-Нзо (афр. Alfred Nzo-distriksmunisipaliteit) — район Східно-Капської провінції Південно-Африканської Республіки. Адміністративний центр — місто Маунт-Ейліфф. Це найменший і один з найбідніших районів провінції.

## Назва
Район названий на честь Альфреда Бафетуксоло Нзо, колишнього генерального секретаря Африканського національного конгресу та міністра закордонних справ у кабінеті Нельсона Мандели з 1994 по 1999 рік.

## Географія
У районі Альфред-Нзо є чотири міста: Майнт-Фрере, Маунт-Ейліф, Малуті і Мататіеле.

### Розташування
Район розташований на крайньому сході провінції. Межує:
- з королівством Лесото на півночі
- з районом Сісонке (DC43) провінції Квазулу-Наталь на північному сході
- з районом Угу (DC21) провінції Квазулу-Наталь на сході
- з районом ОР Тамбо (DC15) Східнокапської провінції на півдні
- з районом Джо-Гкабі (DC14) Східнокапської провінції на заході

## Адміністративний поділ
Район поділяється на чотири місцевих муніципалітети:
| Місцевий муніципалітет | Населення | %     |
| ---------------------- | --------- | ----- |
| Мататіеле              | 203 843   | 25,44 |
| Мбізана                | 281 905   | 35,18 |
| Нтабанкулу             | 123 976   | 15,47 |
| Умзімвубу              | 191 620   | 23,91 |

## Демографія
За даними 2011 року у районі проживало 801 344 особи.

### Статевий склад
| Стать    | Чисельність | %     |
| -------- | ----------- | ----- |
| Жінки    | 434 857     | 54,27 |
| Чоловіки | 366 488     | 45,73 |

### Мовний склад
| Мова             | Чисельність носіїв | %     |
| ---------------- | ------------------ | ----- |
| Коса             | 673 519            | 84,58 |
| Сесото           | 69 811             | 8,77  |
| Англійська       | 18 090             | 2,27  |
| Зулу             | 9954               | 1,25  |
| Жестова мова     | 7189               | 0,90  |
| Африкаанс        | 6716               | 0,84  |
| Інші             | 4595               | 0,58  |
| Північна сото    | 2275               | 0,29  |
| Південна ндебеле | 2043               | 0,26  |
| Сетсвана         | 1360               | 0,17  |
| Венда            | 358                | 0,04  |
| Тсонга           | 231                | 0,03  |
| Сваті            | 187                | 0,02  |